# Delia brunnescens
Delia brunnescens este o specie de muște din genul Delia, familia Anthomyiidae. A fost descrisă pentru prima dată de Zetterstedt în anul 1845.
Este endemică în Sweden. Conform Catalogue of Life specia Delia brunnescens nu are subspecii cunoscute.